# Yasutaro Koide
Yasutaro Koide (小出 保太郎, Koide Yasutarō), né le 13 mars 1903 à Tsuruga dans la préfecture de Fukui et mort le 19 janvier 2016 dans l'arrondissement Moriyama de Nagoya, est un supercentenaire japonais.
Il est le doyen masculin de l'humanité du 5 juillet 2015 — date de la mort de Sakari Momoi — à sa mort.

## Biographie
Yasutaro Koide vivait à Tsuruga, sa ville natale, mais déménage à Nagoya à l'âge de 106 ans.
À 105 ans, il pratiquait encore le tricycle. « La meilleure chose à faire est de vivre avec joie et d'éviter de trop travailler », disait-il lorsqu'on l'interrogeait sur sa longévité.